# Аскилаури
Аскилаури (груз. ასკილაური) — село в Грузии. Находится в Сагареджойском муниципалитете края Кахетия. Высота над уровнем моря составляет 1060 метров. Население — 70 человек (2014).